# Jan Petr Cerroni
Jan (Maria) Petr Cerroni (16. května 1753 Uherské Hradiště – 3. září 1826 Brno) byl moravský historik a archivář, sběratel rukopisů, archiválií a grafických listů (tzv. Cerroniho sbírka).

## Život
Narodil se v roce 1753 do rodiny původem italského obchodníka, který se kolem roku 1743 přestěhoval z Lombardie na jižní Moravu, do Uherského Hradiště. V Hradišti Jan Petr vystudoval jezuitské gymnázium (1768). Následně navzdory rodičům, kteří z něj chtěli mít kněze, vystudoval filosofii v Olomouci (absolvoval 1771 s titulem artium liberalium et filosophie magister) a právnickou fakultu ve Vídni (do 1773).
Následně v letech 1774–1780 prošel praxí u Oberste Justizstelle ve Vídni a poté byl pracovníkem aboliční a daňové komise na ředitelství komorních statků ve Vídni. Od roku 1782 pracoval na císařském dvoře jako aktuár, později (1784-89) sekretář generálního ředitele kamerálních statků. V roce 1789 byl jmenován do pozice sekretáře moravsko-slezského gubernia. Díky svému úřednímu postavení, stykům a přehledu získal mnohé cenné dokumenty. Habsburská monarchie v té době procházela obdobím josefinských reforem. Cerroni shromažďoval materiály o historii moravských církevních institucí, olomoucké univerzity i šlechtických rodů Moravy. Využil také toho, že jako správce klášterních archivů pro Moravu a Slezsko měl na starosti knihovny zrušených klášterů, zejména jezuitských, a zachránil z jejich fondů významné listiny, rukopisy i knižní publikace. Současníky byl považován za největšího znalce dějin Moravy.
Také mu byla svěřena funkce cenzora, kdy musel kontrolovat vydávané a přivážené knihy. Měl velký přehled o tehdejší literatuře a v roce 1813 vydal slovník moravských spisovatelů. Velkým zklamáním pro něj bylo, když Královská česká společnost nauk nevydala jeho sborník moravských spisovatelů a nezvolila ho za „přespolního“ člena. Jeho nejvýznamnější dílo, dvacetisvazková Bohemia litterata („Učené Čechy“), zůstalo pouze v rukopise.
Zemřel v Brně dne 3. září 1826. Zanechal po sobě rozsáhlou sbírku, kterou svěřil svému synovci Janu Jakubu Czikannovi. Ten se ji po Cerroniho smrti pokusil rozprodat, ale prodal jen sbírku mincí a obrovskou sbírku grafik (4 730 položek). Nakonec se v roce 1845 dohodl s opatem augustiniánského kláštera Františkem Cyrilem Nappem. Czikann dostal roční rentu 400 zlatých a část sbírky listin tak zůstala v Brně.
Po Cerronim je pojmenována osada Cerony, část obce Babice u Uherského Hradiště. Osada vznikla r. 1786 rozdělením vrchnostenského dvora mezi kolonisty a její pojmenování souvisí s funkcí Cerroniho coby sekretáře komise pro správu zabraných církevních statků.

### Dílo
- Jan Petr Cerroni, Skitze einer Geschichte der bildenden Künste in Mähren, Moravský zemský archiv v Brně, fond G 12 Cerroniho sbírka, Cerr. I, č. 32–34. 1807, vydáno jako fotokopie Praha 1959.
- Joannes Petrus Cerroni: Lexicon scriptorum Regni Bohemiae (Scriptores Regni Bohemiae cum eorum vitae et scriptorum tum typo expressorum, quam manu exaratorum, ab illis relictorum, enarratione, rukopis ve 24 svazcích, vznikal v letech 1792-1825[4]